# Wenzel Messenhauser
Wenzel Messenhauser (4. ledna 1813, Prostějov – 16. listopadu 1848, Vídeň) byl rakouský důstojník a spisovatel.

## Životopis
Wenzel Messenhauser pocházel z chudých poměrů, v roce 1829 vstoupil do armády. V roce 1848 se zúčastnil revolučního povstání ve Vídni, kdy spolu s národní gardou bránil město před jednotkami Alfreda Windischgrätze. Odmítl se podvolit kapitulaci, pokračoval v boji a kvůli porušení příměří byl zastřelen.

## Dílo
- Ernste Geschichten. Leipzig 1848. 2 svazky.
- Polengräber. Zweite Auflage. Leipzig 1849.